# Jászberény
Jászberény è una città di 27 218 abitanti situata nella contea di Jász-Nagykun-Szolnok, nell'Ungheria centro-orientale nei pressi del fiume Zagyva, un affluente del Tibisco.
Nacque qui lo schermidore Aladár Gerevich.

## Storia
Il popolo Jász, una tribù di origine iraniana, si stabilì nell'area nel XIII secolo ed ebbero una forma di autogoverno con Jászberény come centro più importante. La zona è sempre rimasta prevalentemente agricola fino agli anni 50 quando iniziò il processo di industrializzazione. Secondo una leggenda, è il luogo di origine di Attila.

## Amministrazione

### Gemellaggi
- Yazd, Iran
- Vechta, Germania
- Sedalia, Stati Uniti
- Conselve, Italia
- Sucha Beskidzka, Polonia